# Rochetaillée
Rochetaillée è un comune francese di 150 abitanti situato nel dipartimento dell'Alta Marna nella regione del Grand Est.

## Società

### Evoluzione demografica
Abitanti censiti